# 拿破崙 (電影)
《拿破崙》（英語：Napoleon）是一部2023年美國史詩時代電影，由雷利·史考特執導，大衛·史卡帕編劇，瓦昆·菲尼克斯領銜主演；菲尼克斯亦身兼監製。電影以法國著名軍事家、政治家和改革家拿破崙·波拿巴的故事為背景，在其中更改大量真實歷史，主要描述了这位法国领袖的崛起之路以及他与皇后約瑟芬的关系。
《拿破崙》由索尼影視發行定檔2023年11月22日在美國上映，之後在Apple TV+上發行。影評人對片中的戰鬥場面和表演給予了褒貶不一的評價，但對歷史的不正確之處則成為多數人關注的焦點。

## 演員
- 瓦昆·菲尼克斯飾演法蘭西帝國皇帝拿破崙一世
- 凡妮莎·寇比飾演約瑟芬皇后
- 安娜·莫恩飾演路易絲皇后，拿破崙的第二位妻子
- 塔哈·拉辛飾演保羅·巴拉斯，法蘭西共和國督政府的第一督政官，推翻雅各賓
- 本·邁爾斯（英语：Ben Miles）飾演阿爾芒·德·科蘭古
- 馬修·尼德姆飾演呂西安·波拿巴，拿破崙的弟弟
- 保羅·瑞斯（英语：Paul Rhys）飾演法國外交大臣塔列朗
- 尤瑟夫·凱爾科爾（英语：Youssef Kerkour）飾演達武元帥
- 約翰·霍林沃思（英语：John Hollingworth）飾演內伊元帥
- 馬克·伯納爾飾演朱諾將軍
- 伊恩·麥克尼斯（英语：Ian McNeice）飾演波旁王朝復辟後的法王路易十八
- 魯伯特·艾弗里特飾演英國威靈頓公爵
- 愛德華·菲利蓬納飾演俄羅斯帝國沙皇亞歷山大一世
- 邁爾斯·賈普（英语：Miles Jupp）飾演神聖羅馬帝國皇帝兼奧地利帝國皇帝法蘭茲二世及一世
- 凱薩琳·華克 (演員)（英语：Catherine Walker (actor)）飾演瑪麗·安東妮皇后，前法王路易十六之妻
- 菲爾·康威爾（英语：Phil Cornwell）飾演夏爾·亨利·桑松
- 薩姆·特勞頓（英语：Sam Troughton）飾演羅伯斯庇爾，雅各賓專政時期共和國實際最高領導人
- 朱利安·沃德姆（英语：Julian Wadham）飾演讓·德·巴塞雷斯，共和國執政府的第二執政官，和拿破崙推翻督政府

## 製作
2020年10月14日，也是《最後的決鬥》殺青的同一天，雷利·史考特宣佈他的下一部作品為。該片由瓦昆·菲尼克斯主演，大衛·史卡帕編劇，二十世紀影業製片。然而，史考特與二十世紀影業的合約於2020年底結束。2021年1月，Apple Studios宣布承諾資助及製作該片，拍攝計劃於2022年在英國開始進行。2021年3月，據報導茱蒂·康默為飾演約瑟芬皇后進行談判，而康默是史考特的首要人選。2022年1月4日，受2019冠狀病毒病疫情影響，康默因日程安排衝突退出。同日，宣佈凡妮莎·寇比將接替康默飾演她的角色。2022年1月18日，製片人凱文·J·華許表示該片已改名為。2022年2月，塔哈·拉辛加入演員陣容。

### 拍攝
拍攝於2022年2月開始進行。3月於林肯進行拍攝。拍攝地點還包括布倫亨宮、西威科姆公園和馬爾他。

## 爭議
這部電影因其的歷史不準確性飽受爭議，諸多歷史學家指出其情節上與歷史不符之處。
英國歷史學家，《拿破崙大帝》作者安德魯·羅伯茨指出：「這部電影重現在史學界早被駁斥的拿破崙形象，且雷利·史考特還進一步增加他自身的偏見。在史考特眼中，拿破崙除了戰場上的戰術意識外沒有任何成就，並暗示其與希特勒相像……1792年至1815年間，法國與反法同盟爆發七次反法同盟戰爭，拿破崙僅發動其中兩起。這部電影沒有提及拿破崙的諸多改革與正面作為……假如史考特閱讀過數百本拿破崙傳記中的一本，那麼電影中的幾百個基本錯誤本可以避免。」
喬治亞裔美國歷史學家，《拿破崙戰爭：全球史》與《劍橋拿破崙戰爭史》作者亞歷山大·米卡貝里澤稱：「這部電影遠比『不好』更糟……具有一系列錯誤。」
法國歷史學家，《帝国之路：通向最高权力的拿破仑》作者帕特里斯·格里費稱：「這部電影有大量歷史錯誤，充滿極左覺醒文化。」

## 迴響

### 評價
烂番茄根據330條評論，本片得到新鮮度58%，均分6.2／10，觀眾投票得到59%的分數，平均得分為3.5／5。在Metacritic上根據62條評論而獲得64分。

### 票房
| 上一届： 《飢餓遊戲：鳴鳥與游蛇之歌》 | 2023年台北週末票房冠軍 第47週 | 下一届： 《富都青年》 |

## 獎項
其他獎項請見《拿破崙》獲獎與提名列表。
| 年份 | 頒獎典禮           | 獎項         | 入圍者                                                      | 結果 |
| ---- | ------------------ | ------------ | ----------------------------------------------------------- | ---- |
| 2024 | 第96屆奧斯卡金像獎 | 最佳美術設計 | 亞瑟·邁克斯、Elli Griff                                     | 提名 |
| 2024 | 第96屆奧斯卡金像獎 | 最佳服装设计 | 簡提·耶茨、戴维·克罗斯曼                                    | 提名 |
| 2024 | 第96屆奧斯卡金像獎 | 最佳視覺效果 | 查理·亨利、呂克-埃文馬丁-費努耶、西蒙娜·可可、尼爾·科博爾德 | 提名 |

## 外部連結
- 互联网电影数据库（IMDb）上《拿破崙》的资料（英文）
- Metacritic上《拿破崙》的資料（英文）
- Box Office Mojo上《拿破崙》的资料（英文）
- AllMovie上《拿破崙》的资料（英文）
- 爛番茄上《拿破崙》的資料（英文）
- 開眼電影網上《拿破崙》的資料（繁體中文）
- 豆瓣电影上《拿破崙》的資料 （简体中文）